# Takayus lushanensis
Espèce
Synonymes
- Theridion lushanensis Zhu, 1998

Takayus lushanensis est une espèce d'araignées aranéomorphes de la famille des Theridiidae.

## Distribution
Cette espèce est endémique de Chine. Elle se rencontre au Jiangxi et à Chongqing.

## Étymologie
Son nom d'espèce, composé de lushan et du suffixe latin -ensis, « qui vit dans, qui habite », lui a été donné en référence au lieu de sa découverte, Lushan.

## Publication originale
- Zhu, 1998 : Fauna Sinica: Arachnida: Araneae: Theridiidae. Science Press, Beijing, p. 1-436.